# Casa dos Maias (Fundão)
A Casa dos Maias é um solar do século XVIII, na cidade do Fundão.

## Arquitetura
O solar tem uma arquitetura residencial, tardo barroca, típica de uma casa senhorial urbana da segunda metade do século XVIII. A planta é em L, de dois pisos e composta por dois volumes adossados e jardim na fachada posterior, com capela no interior.
A fachada principal é assimétrica, com vãos e dois portais decorados, encimados por sacada com guarda balaustrada, com remate em frontão interrompido, o do lado direito com pedra de armas sob a sacada, e por janelas de peitoril com espaldar curvo e avental. 
As fachadas do corpo principal rematam em friso e cornija, sendo todos os vãos em arco abatido, encimados por pequena cornija, e o corpo secundário remata em beiral duplo, sendo rasgado por vãos retilíneos.
O solar tem um grande pátio de entrada, com uma porta ampla por onde podiam entrar os carros de cavalos ou coches e pavimento em calçada à portuguesa, formando elementos geométricos. O átrio tem, por cima, um salão com as mesmas medidas; liga às dependências do piso inferior, à capela e à escada que acede ao piso superior - no qual a distribuição é feita por corredor central que liga às várias dependências, sendo algumas delas intercomunicantes, com pavimento em soalho e coberturas em tetos planos de madeira, todos eles pintados.  As paredes das salas da frente foram forradas a seda.
O átrio tem também uma ampla lareira, assente em pilares com arestas e capitéis cúbicos, no centro da qual foi rasgada uma fresta. 
A capela é de planta longitudinal, com retábulo de madeira em branco, neogótico, de três eixos e remate em pináculos. 
Dos dois volumes que compõem a casa, o secundário é de aparência mais antiga, e data provavelmente de meados do século 18.
O núcleo principal é mais elaborado, com os vãos em arco abatido, os da fachada principal tendo decoração de concheados sobre os espaldares.
O brasão de armas, inacabado, e sem escudos, está rodeado por concheados e encimado por coroa, tendo sido mandado colocar por D. Miguel Vaz Guedes de Ataíde Azevedo e Brito Malafaia, 3.º senhor desta casa, onde nasceu a 5 de dezembro de 1794.
A Casa dos Maias foi classificada como Monumento de Interesse Municipal, por edital publicado no Diário da República, em 30 de abril de 2018.

## História
Tendo em conta que a data da edificação do solar é a de meados do século XVIII, o seu primeiro senhor foi certamente Miguel António Vaz Guedes Pereira Pinto (1734 - 1810), 5.º morgado do Arco, em Vila Real, e também senhor de dois morgadios no Fundão: o de São Miguel, fundado em 1685, que lhe viera por seu tio bisavô, o padre Miguel de Oliveira e Cunha, e o de Montebelo, que herdara da sua mãe, D. Maria Vitória Luísa Homem de Brito, filha herdeira de Manuel de Brito Homem, morgado de Montebelo.
O solar passou assim a ser a cabeça dos dois morgadios da família Vaz Guedes no Fundão e viria a ser herdado pelo filho primogénito de Miguel António, chamado Francisco Vaz Guedes Pereira Pinto, que foi 6.º morgado do Arco, e casou em 1793, com D. Ana Joaquina de Ataíde, herdeira das honras de Barbosa e de Ataíde.
O filho primogénito deste casal, o acima referido D. Miguel Vaz Guedes de Ataíde Azevedo e Brito Malafaia, seria o 3.º senhor do solar, onde nasceu em 1794 (sua irmã, D. Augusta de Ataíde, casada com seu primo Miguel Pereira Pinto de Queiroz, senhor do Morgado de São Nicolau de Alcongosta, também nasceu no solar, no ano de 1800). Fez carreira militar, nas invasões francesas e nos conflitos que precederam a guerra civil portuguesa, em que tomou o partido miguelista. Por essa razão, cedeu as instalações do solar para o regimento de cavalaria 8, afeto aos miguelistas, no ano de 1829; durante a guerra civil entre liberais e miguelistas, o quartel ali sediado foi assim a base dos lanceiros do Fundão, que participaram em várias importantes batalhas, entre elas o cerco ao Porto, em 1834.
Depois do falecimento de D. Miguel Vaz Guedes de Ataíde, em 1864, os seus herdeiros venderiam o solar, na segunda metade da década de 1870, para Joaquim Navarro Pereira de Andrade, que fora presidente da Câmara Municipal do Fundão em dois mandatos não sucessivos, na década de 1850. Este, por sua vez, vendeu o imóvel, no ano de 1881, para Fernando Cardoso Maia Aguiar, bisavô dos atuais proprietários.
Depois dessa venda, em homenagem ao sobrenome dos novos proprietários, o solar passaria a ser conhecido pela sua atual designação de Casa dos Maias.
O solar sofreu um incêndio no final do século XIX, tendo a reconstrução demorado cerca de 8 meses. Porém, nem tudo manteve "... a beleza que tinha. Os tetos já não ficaram em caixotões pintados, mas com linhas direitas; as paredes forradas a papel, e não a seda".
Já no século XX, foi construída uma pequena capela, dedicada a Nossa Senhora de Fátima.